# Camille Germain de Montauzan
Camille Germain de Montauzan est un ingénieur des mines et archéologue français, né le 2 décembre 1862 à Saint-Étienne et mort à Lyon le 22 avril 1942,. Auteur d’une thèse sur l’art des ingénieurs romains, il s’est intéressé à l’histoire de Lyon dans l’Antiquité à travers de nombreuses fouilles effectuées sur les sites antiques de la région lyonnaise, découvrant le Site antique de Lyon et les aqueducs romains de Lyon.

## Biographie

### Famille
La famille Germain de Montauzan est une ancienne famille bourgeoise du Beaujolais, passée ensuite en Forez. Elle tire son nom du château de Montauzan, dans la commune de Lacenas (Rhône). Cette famille est issue de Jean Germain (1560-1632), bourgeois de Lacenas. Philippe (I) Germain de Montauzan (1707-1781), acquéreur du fief de Montauzan, est bourgeois de Lyon. Philippe (II) Germain de Montauzan (1787-1862), son grand-père, est maire de Lacenas. Sa sœur épousera le frère de Pauline Jaricot.
Camille Germain de Montauzan est le fils de Philippe Germain de Montauzan (1823-1880), notaire à Saint-Étienne, et de Louise Marie Claire Gibert de Chazotte. Il épouse sa cousine germaine, Marie Amélie Germain de Montauzan, fille de Stéphane Germain de Montauzan et d'Antonie Dugas du Villard.

### Carrière
Camille Germain de Montauzan suit ses études à l'École des mines de Paris, dont il sort diplômé ingénieur en 1886. Il obtient son agrégation ès lettres en 1900 et son doctorat ès lettres en 1908, publiant sa thèse d'une étude très remarquée sur les aqueducs antiques de Lyon.
Jusqu’à l’éclatement de la Première Guerre mondiale en 1914, il entreprend avec son collègue Philippe Fabia quatre campagnes de fouilles sur la colline de Fourvière à Lyon, dont le compte-rendu apparait sous la forme de trois opuscules parus au sein des Annales de l’Université de Lyon.
En 1918, il devient membre de l’Académie des sciences, belles-lettres et arts de Lyon et le restera jusqu’à sa mort en 1942, la président en 1931. Il est élu membre correspondant de l'Académie des inscriptions et belles-lettres en 1935.
En 1925, il dresse le plan de la Grotte Bérelle, citerne gallo-romaine sous l’actuel lycée Saint-Just.
En 1926, il dégage un monument au-dessus du théâtre romain. Ce monument est nommé sanctuaire de Cybèle jusqu’en 1990 bien que les dernières fouilles entreprises depuis remettent en question cette appellation.
À partir de 1933, il entreprend les fouilles du secteur des Minimes.
Son œuvre et ses recherches ont grandement inspiré ses successeurs, parmi lesquels on trouve Amable Audin, futur conservateur du Musée gallo-romain de Fourvière. Il fut également professeur d'Antiquités à la faculté des lettres de Lyon et créa l'Association lyonnaise de recherches archéologiques.

## Œuvres
- Les Aqueducs antiques de Lyon : étude comparée d'archéologie romaine, 1908  (Wikisource)
- Les fouilles de Fourvière, Annales de l’Université de Lyon, Lyon, 1912-1915.
- Les premiers évocateurs du Vieux Lyon, Lyon, Cumin et Masson, 1920.
- Rapport sur une mission scientifique en Italie et en Tunisie, 1907.
- Essai sur la science et l'art de l'ingénieur aux premiers siècles de l'Empire romain, 1909.
- Du forum à l'amphithéâtre de Fourvière, les martyrs de l'an 177, 1910.
- L'effort économique de Lyon pendant la guerre. La Foire d'échantillons.